# Могильник (деревня)
Могильник — деревня в Сунском районе Кировской области в составе  Большевистского сельского поселения.

## География
Находится на расстоянии примерно 15 км по прямой на северо-запад от районного центра поселка  Суна.

## История
Известна была с 1722 года как деревня Могильники с 8 дворами и населением 5 душ мужского пола,  в 1764 проживало 25 монастырских крестьян (Успенского Трифонова монастыря) и 14 государственных. В 1873 году здесь (уже деревня Могильская) учтено было дворов 12 и жителей 85, в 1905 16 и 101, в 1926 21 и 109, в 1950 20 и 80. В 1989 году оставалось 18 постоянных жителей. 

## Население
Постоянное население  составляло 18 человек (русские 100%) в 2002 году, 2 в 2010.